# مگس‌گیر چکاددار
مگس‌گیر چکاددار یا مگس‌گیر مکزیکی (نام علمی: Xenotriccus mexicanus) گونه‌ای از پرندگان تیرهٔ ژیان‌مرغان است. این گونه بومی غرب مکزیک است. پرنده کوچکی است با پرهای خاکستری، سینه سفید، منقار زرد و نوک پرهای خاکستری نوک‌تیز در بالای سرش. زیستگاه طبیعی مگس‌گیر جنگل‌های نیمه‌گرمسیری است، اما در طول تابستان در بوته‌زارهای گرمسیری در ارتفاعات یافت می‌شود. رژیم غذایی آنها عمدتاً از حشرات تشکیل شده است. جنگل‌زدایی بر جمعیت مگس‌گیرهای چکاددار تأثیر گذاشته است. اکنون تصور می‌شود که بین ۲۰۰۰۰ تا ۵۰۰۰۰ پرنده باشد.